# 韦尔韦斯
韦尔韦斯，是西班牙卡斯蒂利亚-拉曼恰昆卡省的一个市镇。总面积39平方公里，总人口57人（2001年），人口密度1人/平方公里。